# Варшавская сирена

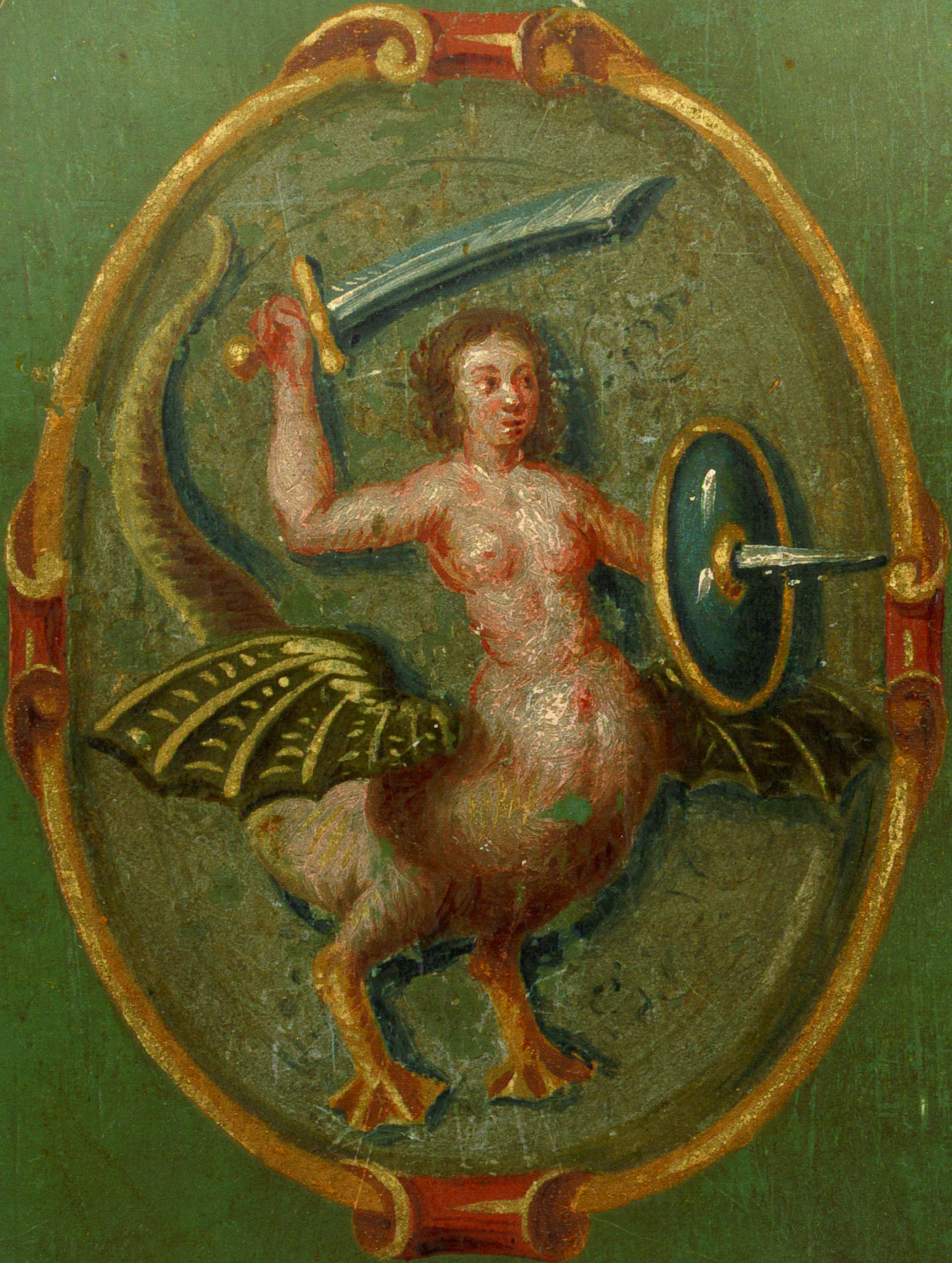
Варшавская сирена (1659)

Варшавская сирена (Варшавская русалка; пол. Warszawska Syrenka) — изображение, являющееся одновременно символом города Варшавы и его гербом. Старейшее изображение относится к 1390 году.

Логотип Варшавы (до 2022)

## Герб Варшавы

Герб Варшавы

Логотип Варшавы (с 2022)

В гербе Старого Города варшавская сирена изображалась с птичьими ногами и с телом дракона. В следующем веке, в 1459 году, у изображения варшавской сирены добавился рыбий хвост и верхняя половина женского тела, а также птичьи лапы с когтями.
В настоящее время варшавская сирена представляет собой женщину с рыбьим хвостом, с которым её стали изображать с 1622 года и по сей день. В левой руке сирена держит круглый щит, а в правой короткий меч. На гербе города от 1938 года она изображена на красном фоне.

## Памятники
В Варшаве множество мест, где можно встретить различные изображения сирены: на фасадах зданий, на витражах, в виде скульптур. Но наибольшую известость получили 3 памятника — на площади рынка Старого города, на набережной Вислы и у виадука им. Маркевича.
Тот, который сейчас установлен на рыночной площади Старого города, считается самым старым. Он был спроектирован в период с 1854 по 1855 гг. скульптором Константином Гегелем. Отлит он был из цинка на фабрике Карла Минтера. В том же 1855 году он был установлен на искусственных обломках скалы с фонтаном в центре рыночной площади Старого города.
Таким образом, вместе с двумя большими колодцами, расположенными на двух противоположных сторонах — стороне Яна Декерта (Strona Dekerta) и стороне Игнация Закшевского — памятник представлял собой новую систему городского водопровода. В 1914 г. фонтан решили разобрать, а на его месте установить новый, который через пятнадцать лет было решено убрать. Памятник перенесли на территорию спортивного клуба «Сирена» (пол. Syrena), расположенного в районе Солеца варшавского Средместья. В 1928—1999 годах скульптуру много раз перевозили с места на место. И только в ноябре 1999 года вернули на её историческое место на рыночной площади Старого города.
В 2008 году она была заново отлита из бронзы, а оригинал сдан в городской музей Варшавы.
В 1939 году скульптор Людвика Ничова создала новую статую. В качестве модели выступила молодой этнограф Кристина Крахельская, которая позже погибла в Варшавском восстании 1944 года.
Первоначально скульптуру хотели установить на колонне посередине реки Вислы, но в итоге её поставили на набережной реки напротив улицы Тамка.
| - Варшавская сирена на площади · рынка Старого города (1855) · <maplink lang='ru' latitude='52.2497889' longitude='21.0121694' text='52°14′59″&nbsp;с.&nbsp;ш. 21°00′43″&nbsp;в.&nbsp;д.' title='Варшавская сирена' zoom='12'>[ { - Файл:"type": "Feature", - Файл:"type": "Point", - Файл:21.0121694, - Файл:"title": "Варшавская сирена", - Файл:"marker-symbol": "city", - Файл:"marker-color": " - Файл:"type": "ExternalData", - Файл:"service": "geoline", - Файл:"ids": "Q1549320", - Файл:"stroke": " - Файл:"type": "ExternalData", - Файл:"service": "geoshape", - Файл:"ids": "Q1549320", - Файл:"fill": " - Файл:"fill-opacity": 0.1, - Файл:"stroke": " - Варшавская сирена на · набережной Вислы (1939) · <maplink lang='ru' latitude='52.2402583' longitude='21.0320667' text='52°14′24″&nbsp;с.&nbsp;ш. 21°01′55″&nbsp;в.&nbsp;д.' title='Варшавская сирена' zoom='12'>[ { - Файл:"type": "Feature", - Файл:"type": "Point", - Файл:21.0320667, - Файл:"title": "Варшавская сирена", - Файл:"marker-symbol": "city", - Файл:"marker-color": " - Файл:"type": "ExternalData", - Файл:"service": "geoline", - Файл:"ids": "Q1549320", - Файл:"stroke": " - Файл:"type": "ExternalData", - Файл:"service": "geoshape", - Файл:"ids": "Q1549320", - Файл:"fill": " - Файл:"fill-opacity": 0.1, - Файл:"stroke": " - Варшавская сирена у виадука им. Маркевича (1905) - Варшавская сирена перед офисом района Прага-Полудне (1973) |